# Chapelle-des-Bois
Chapelle-des-Bois é uma comuna francesa na região administrativa de Borgonha-Franco-Condado, no departamento de Doubs. Estende-se por uma área de 39,69 km². Em 2010 a comuna tinha 270 habitantes (densidade: 6,8 hab./km²).